# Лукомль (Полтавская область)
Лукомль — древнерусский город, находившийся на правом берегу реки Сулы.

## История
Лукомль входил в состав Переяславского княжества и был одной из крепостей Посульской оборонительной линии. Первое упоминание о городе датируется 1178 годом. В XVII веке здесь была сооружена казацкая крепость. Во время Руины всё население местечка Лукомль было вырезано или отдано в ясырь крымским татарам правобережным гетманом Юрием Хмельницким. В 1846 город упоминался Тарасом Шевченко. После разорения и уничтожения укреплений Лукомль продолжил существование как село Лукомье (укр. Лукім'я).

## Городище
Сохранилось городище у урочища Панская Гора близ села Лукомье Лубенского района, которое неоднократно исследовалось разными археологами. Комплекс городища состоит из остатков детинца, укреплённого окольного города, селища (посада) и курганного могильника. Треугольная центральная площадь с северной стороны была защищена валом и рвом, с юга — двойной линией валов и рвов. Культурный слой составляет до 1,8 м и содержит напластования различных эпох: от бронзового века до современности. Археологические находки относятся к древнерусской эпохе XI—XIII веков и, прежде всего, к XVI—XVII векам. Материал, найденный на месте бывшего города, хранится в Эрмитаже, Институте археологии НАН Украины, а также в Роменском краеведческом музее. В XIX веке ещё были заметны укрепления древнерусского окольного города, ныне полностью снивелированные постройками села. Поселение в значительной степени перестроено в XVI—XVII веках. Памятник был обследован В. Г. Ляскоронским, И. И. Ляпушкиным, Ф. Б. Копыловым.